# Metaverruca sensibilis
Metaverruca sensibilis is een zeepokkensoort uit de familie van de Verrucidae. De wetenschappelijke naam van de soort is voor het eerst geldig gepubliceerd in 1998 door Young.